# 스티브 샌드보스
스티브 샌드보스(Steve Sandvoss, 1980년 6월 23일 ~ )는 미국의 배우이다.

## 출연 작품
- 생매장 (2007)
- 더 인사이드 (2005)
- 그녀가 모르는 그녀에 관한 소문 (2005)
- 래터 데이즈 (2003)